# Coeficiente de restitución

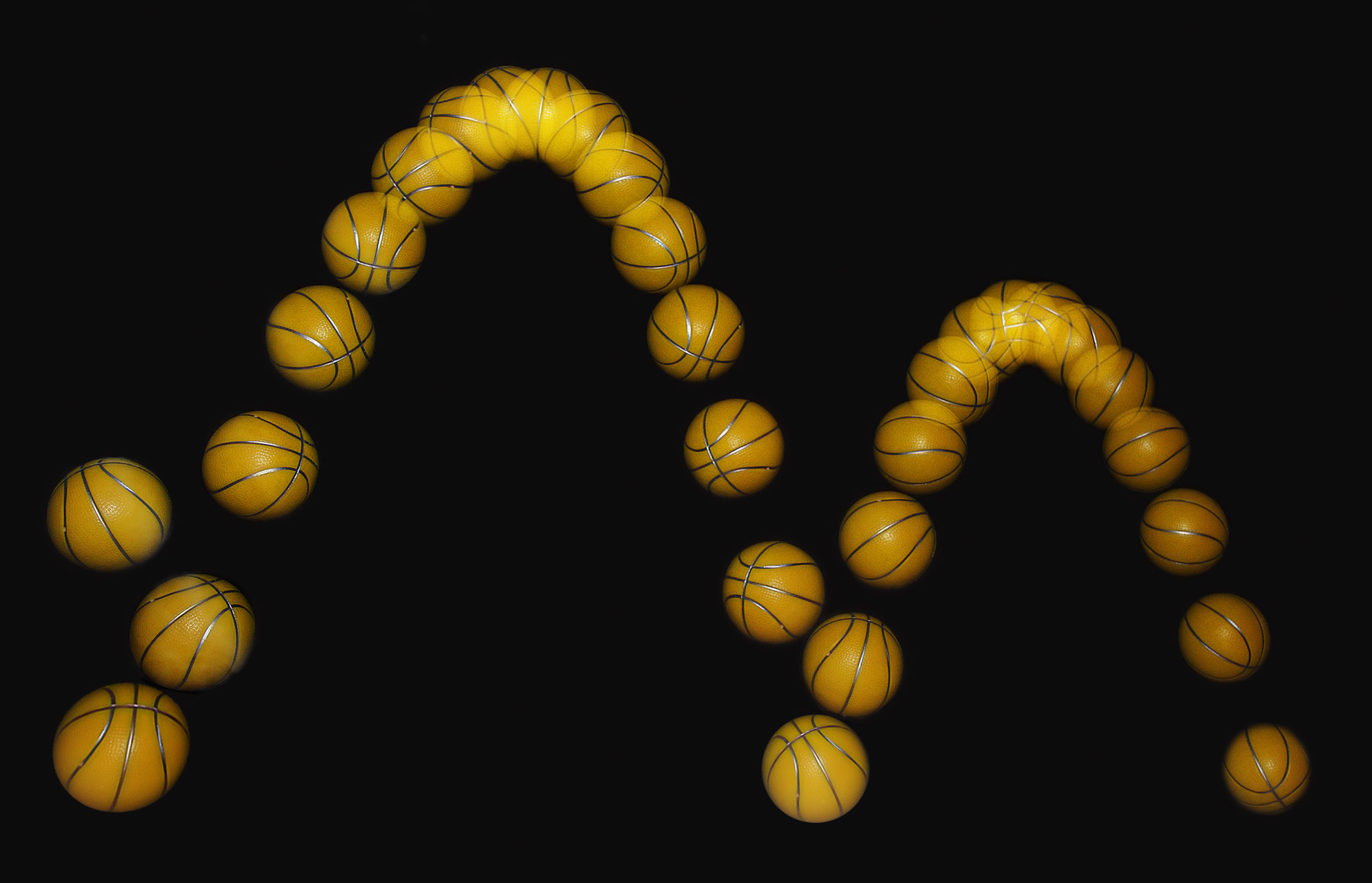
Fotografías de una pelota que rebota tomada con una luz estroboscópica a 25 imágenes por segundo. Si se desprecia la resistencia del aire, la raíz cuadrada de la relación de la altura de un rebote con respecto a la altura del rebote previo es el coeficiente de restitución del impacto pelota-superficie del suelo.

El coeficiente de restitución (también llamado cociente) es una medida del grado de conservación de la energía cinética en un choque entre partículas clásicas. Se expresa como el cociente de la velocidad relativa final entre la velocidad relativa inicial entre dos objetos sometidos a colisión, donde final significa tras la colisión, e inicial antes de la misma. El coeficiente {\displaystyle C_{R}} presenta valores en el intervalo de números reales que va de 0 a 1 es decir, satisface la desigualdad {\displaystyle 0\leq C_{R}<1}. Siendo su valor una medida de la naturaleza de la colisión: si su valor es cero se supone un choque perfectamente inelástico, mientras que si {\displaystyle C_{R}=1} es considerado un choque elástico. En la gran mayoría de los choques reales el coeficiente de restitución es inferior a la unidad, lo que supone en una mayor o menor medida una deformación inelástica de los cuerpos sometidos a colisión.

## Introducción
Las leyes generales de la colisión entre cuerpos se expresan en la mecánica clásica, la determinación de las velocidades de los cuerpos colisionantes constituye uno de los temas recurrentes desde sus inicios, siendo los primeros autores en abordar el problema Newton y Poisson ya en el siglo XVII. Newton define el coeficiente normal de restitución con la proporción entre las velocidades relativas de los cuerpos antes y después de la colisión. De la forma:
{\displaystyle {\text{Coeficiente de Restitución}}\quad C_{R}={\frac {\text{Velocidad Relativa tras la Colisión}}{\text{Velocidad Relativa antes de la Colisión}}}}
En contraste con esta definición cinemática dada por Newton, la definición abordada por Poisson se centra en los cambios detectados de energía cinética fundamentada en el coeficiente de la magnitud de los impulsos normales correspondientes a los periodos de restitución y compresión. En ausencia de fricción los resultados de Poisson son equivalentes a los proporcionados por Newton. Sin embargo, en presencia de fricción, ambas definiciones no son equivalentes. Los resultados experimentales expresados en ciertos cuerpos como pelotas de golf se han obtenido mediante experimentación realizada en 1929 por la U.S. Golf Association, De la misma forma algunos investigadores han profundizado en el efecto del choque de sólidos.

### Choque en una dimensión
La deducción de la fórmula pasa por la consideración de un choque de dos partículas de masas {\displaystyle m_{1}}, {\displaystyle m_{2}} respectivamente en una dimensión, es decir moviéndose en una línea recta antes y después del choque. Sean {\displaystyle u_{1}} y {\displaystyle u_{2}} las velocidades iniciales del objeto 1 y objeto 2 respectivamente. De la misma forma sea {\displaystyle v_{1}} y {\displaystyle v_{2}} la velocidad final de estos mismos objetos tras haberse producido la colisión. Todas las velocidades se miden respecto al mismo sistema de referencia inercial. Si aplicamos las leyes de conservación de energía y momento lineal se tienen las siguientes igualdades:
{\displaystyle {\begin{cases}{\frac {1}{2}}m_{1}u_{1}^{2}+{\frac {1}{2}}m_{2}u_{2}^{2}={\frac {1}{2}}m_{1}v_{1}^{2}+{\frac {1}{2}}m_{2}v_{2}^{2}\\m_{1}u_{1}+m_{2}u_{2}=m_{1}v_{1}+m_{2}v_{2}\end{cases}}}
Realizando algunas modificaciones algebraicas en la igualdad correspondiente a la conservación de energía (primera ecuación), se tiene que:
{\displaystyle m_{1}(u_{1}^{2}-v_{1}^{2})=m_{2}(v_{2}^{2}-u_{2}^{2})}
Lo que equivale a:
{\displaystyle m_{1}(u_{1}+v_{1})(u_{1}-v_{1})=m_{2}(v_{2}+u_{2})(v_{2}-u_{2})}
Por otra parte, de la segunda ecuación de conservación de momentos se tiene:
{\displaystyle m_{1}(u_{1}-v_{1})=m_{2}(v_{2}-u_{2})}
Realizando el cociente entre ambas expresiones reducidas, se llega a la siguiente igualdad:
{\displaystyle u_{1}+v_{1}=v_{2}+u_{2}}
Indicando que, en un choque unidimensional perfectamente elástico la suma de las velocidades de cada uno de los cuerpos, antes y después de la colisión, se mantiene constante. Si se reordenan los sumandos de tal forma que queden en cada miembro las velocidades antes y después, se obtiene:
{\displaystyle u_{1}-u_{2}=-(v_{1}-v_{2})}
Finalmente, de esta última expresión, se obtiene equivalentemente que:
{\displaystyle -{\frac {v_{1}-v_{2}}{u_{1}-u_{2}}}=1}
Como la hipótesis de partida fue una colisión perfectamente elástica se supone que el valor 1 es indicador de este tipo de choque. Cabe resaltar que un valor inferior a uno permite describir que el balance de velocidades se ha modificado debido a cambios en la ecuación de energías (choque sin fricción). De esta forma las velocidades del choque, permiten definir el coeficiente de restitución como:

{\displaystyle C_{R}=-{\frac {v_{1}-v_{2}}{u_{1}-u_{2}}}}

Donde cada una de las velocidades se han definido como:
{\displaystyle v_{\text{1}}} es la velocidad final del primer objeto tras la colisión
{\displaystyle v_{\text{2}}} es la velocidad final del segundo objeto tras la colisión
{\displaystyle u_{\text{1}}} es la velocidad inicial del primer objeto antes de la colisión
{\displaystyle u_{\text{2}}} es la velocidad inicial del segundo objeto antes de la colisión
Y por lo tanto, {\displaystyle C_{R}} es precisamente el coeficiente de restitución, que toma valores entre 0 y 1. El valor 1 se da en un choque perfectamente elástico, donde se conserva tanto el momento lineal como la energía cinética del sistema. El valor {\displaystyle 0\leq C_{R}<1} se da en un choque inelástico (o plástico central) donde sólo se conserva el momento lineal, una porción de la energía cinética inicial de las partículas se "consume" durante el choque, convirtiéndose en energía de deformación plástica, energía sonora, calor, etcétera.

#### Rebote en una dimensión
Un caso especial de interés resulta cuando el choque se realiza contra un cuerpo fijo (una pared, por ejemplo). En este caso particular la velocidad del segundo cuerpo es nula antes y después del choque por estar en reposo, lo que permite simplificar la expresión del cociente {\displaystyle C_{R}} como:

{\displaystyle C_{R}=-{\frac {v_{1}}{u_{1}}}}

Casos especiales de aplicación de esta última expresión se encuentran en cuerpos que rebotan contra paredes, suelos, etc. En el caso particular de un cuerpo que se deja caer desde una altura {\displaystyle h_{o}}, tras chocar contra un suelo sin fricción, se puede estimar el valor de {\displaystyle C_{R}} conociendo la altura máxima {\displaystyle h_{1}} tras el primer rebote. Es de suponer que {\displaystyle h_{o}} ha de ser mayor que {\displaystyle h_{1}} debido a la pérdida de energía durante el proceso de rebote. Resulta posible conocer {\displaystyle v_{1}} antes del rebote por ser un fenómeno de caída libre, de tal forma que:
{\displaystyle \ v_{1}={\sqrt {2gh_{o}}}\ }
Donde g es la constante de aceleración terrestre. Por otra parte la velocidad tras el rebote se puede deducir de la altura máxima alcanzada {\displaystyle h_{1}} (considerando despreciable el rozamiento con el aire), de tal forma que
{\displaystyle \ u_{1}=-{\sqrt {2gh_{1}}}\ }
Que permite agrupar ambas expresiones de velocidad en la definición anterior, de tal forma que permita expresar el cociente {\displaystyle C_{R}} como función de alturas entre dos rebotes sucesivos:

{\displaystyle C_{R}={\sqrt {\frac {h_{1}}{h_{o}}}}}

Esta fórmula se ha empleado en la determinación experimental del coeficiente de restitución.

## Expresiones analíticas
El coeficiente de restitución puede determinarse experimentalmente, en algunos pocos casos bajo ciertas hipótesis analíticas también puede calcularse teóricamente. Los cálculos teóricos prueban que el coeficiente depende de hecho de la velocidad de deformación (aunque frecuentemente este efecto se ignore), además del material del que estén hecho los cuerpos. La hipótesis más común consiste en suponer un material viscoelástico lineal. Para el caso de dos esferas del mismo material viscoelástico el coeficiente de restitución puede expresarse en potencias de la velocidad de aproximación:

{\displaystyle C_{R}=1-C_{1}\left({\frac {3}{2}}A\right)\left({\frac {\rho }{m_{eff}}}\right)^{2/5}v_{r}^{1/5}+C_{2}\left({\frac {3}{2}}A\right)^{2}\left({\frac {\rho }{m_{eff}}}\right)^{4/5}v_{r}^{2/5}-\dots }

Donde:
{\displaystyle A={\frac {1}{3}}{\frac {(3\eta _{2}-\eta _{1})^{2}}{3\eta _{2}+2\eta _{1}}}\left[{\frac {(1-2\nu )(1-\nu ^{2})}{E\nu ^{2}}}\right]}
{\displaystyle \eta _{1},\eta _{2}\,}, constantes viscosas del material.
{\displaystyle E,\nu \,}, constantes elásticas del material: módulo de Young y coeficiente de Poisson.
{\displaystyle \rho ={\frac {2E}{3(1-\nu ^{2})}}{\sqrt {R_{eff}}}}
{\displaystyle m_{eff}=m_{1}m_{2}/(m_{1}+m_{2}),\ R_{eff}=R_{1}R_{2}/(R_{1}+R_{2}),\,}
{\displaystyle R_{i},m_{i}\,}, radio y masa de la esfera i-ésima.
{\displaystyle v_{r}=(\mathbf {v} _{1}-\mathbf {v} _{2})\cdot {\frac {(\mathbf {r} _{1}-\mathbf {r} _{2})}{\|\mathbf {r} _{1}-\mathbf {r} _{2}\|}}}, velocidad relativa de aproximación.
{\displaystyle C_{1}={\frac {\sqrt {\pi }}{50^{1/5}}}{\frac {\Gamma (3/5)}{\Gamma (21/10)}}=1,15344,\ C_{2}=0,79826} constantes calculadas a partir de la ecuación de movimiento:

{\displaystyle {\begin{cases}{\ddot {\xi }}+{\cfrac {\rho }{m_{eff}}}\left(\xi ^{3/2}+{\cfrac {3}{2}}A{\sqrt {\xi }}{\dot {\xi }}\right)\\\xi (0)=0,{\dot {\xi }}(0)=0\end{cases}}}

donde:
{\displaystyle \xi =R_{1}+R_{2}-\|\mathbf {r} _{1}-\mathbf {r} _{2}\|}, es la deformación por aplastamiento sufrida por la distancia entre centros de las dos esferas.

## Casos particulares
En el choque de una única partícula contra una superficie plana, es posible aplicar la siguiente fórmula simplificada, que se deduce de las fórmulas anteriores asumiendo que la componente de velocidad paralela a la pared se mantiene constante y toda la fuerza ejercida por la pared es perpendicular a la misma (si el sólido es altamente deformable o existe mucha adherencia esas hipótesis se alejarían de lo que sucede realmente), bajo esas condiciones el coeficiente de restitución es simplemente:

{\displaystyle C_{R}={\frac {\tan \varphi }{\tan \alpha }}}

En donde {\displaystyle \alpha } es el ángulo de la velocidad del centro de masas después del choque, y {\displaystyle \varphi } el ángulo de incidencia (ambos medidos sobre el plano formado por la velocidad paralela al plano y la dirección normal a la superficie plana).